# Притчардия
Притчардия (лат. Pritchardia) — род пальм, включающий около 30 видов, произрастающих на тропических островах Тихого океана таких как Фиджи, Самоа, Тонга, Туамоту и Гавайи. 
Род получил своё название в честь британского консула на Фиджи Уильяма Томаса Причарда (англ. William Thomas Pritchard, 1829—1907).
Деревья с прямыми колоннообразными стволами, достигающие от 5 до 40 метров в высоту. Стволы голые, со следами от старых листьев, либо покрыты остатками от черешков листьев.  Листья веерной формы, крупные до 1,5 м в диаметре, сгруппированы в верхней части ствола.
Пальмы естественным образом произрастают в тропических лесах, преимущественно на влажных участках. Некоторые виды встречаются в горах на высотах до 1500 метров над уровнем моря.
Ряд видов культивируются как декоративные или комнатные растения.
Некоторые известные виды:
- Pritchardia hillebrandii Becc. — Притчардия Хилледранта
- Pritchardia kaalae Rock
- Pritchardia pacifica Seem. & H.Wendl. typus[2]
- Pritchardia thurstonii F.Muell. & Drude